# Max Simeoni
Pour les articles homonymes, voir Simeoni.
Max Simeoni, né le 28 août 1929 à Lozzi (Corse, actuelle Haute-Corse) et mort le 9 septembre 2023 à Bastia (Haute-Corse), est un médecin et homme politique français, fondateur de l'Union du peuple corse.

## Biographie
Max Simeoni siège au Parlement européen de 1989 à 1994, élu sur la liste des Verts menée par Antoine Waechter. Ses assistants parlementaires étaient François Alfonsi, avec qui il fonde plus tard le Partitu di a Nazione Corsa, le Breton Christian Guyonvarc'h (br) et Marie-Antoinette Maupertuis. Il prend ensuite la tête de la première liste de la Fédération régions et peuples solidaires au scrutin européen de 1994. Cette liste n'obtient aucun élu. Il tente également, en vain, de se présenter à l'élection présidentielle française de 1995.

### Famille
Fils de Ferdinand Simeoni, maire de Lozzi, et de Carlita Simeoni née Morazzani, Max Simeoni est le frère d'Edmond Simeoni et de Roland Simeoni, et l'oncle de Gilles Simeoni. Marié à Marie-Christine Simeoni née Visconti, il est le père d'Albert Simeoni, de Julia Casalta-Simeoni et de Ghjuvan'Carlu Simeoni. Il est le grand-père de Brigida Simeoni, de Massimu Simeoni, de Carlu Antone Casalta, de Matteu Casalta, d'Orfeu Simeoni, de Diva Simeoni et de Liseu Simeoni.